# Ust-Kamtschatsk
Ust-Kamtschatsk (russisch Усть-Камчатск) ist eine Siedlung in der Region Kamtschatka (Russland) mit 4352 Einwohnern (Stand 14. Oktober 2010).

## Geographie
Die Siedlung liegt an der Ostküste der Halbinsel Kamtschatka, an der Kamtschatkabucht des Pazifischen Ozeans, etwa 430 Kilometer Luftlinie nordöstlich des Regionsverwaltungszentrums Petropawlowsk-Kamtschatski. Sie befindet sich am linken Ufer des Flusses Kamtschatka, an der Lagune, die den Mündungsbereich des Flusses mit dem sich nordöstlich erstreckenden Nerpitschje-See verbindet und die durch eine schmale Nehrung vom offenen Meer getrennt ist.
Ust-Kamtschatsk ist Verwaltungszentrum des Rajons Ust-Kamtschatski und Sitz der Landgemeinde Ust-Kamtschatskoje selskoje posselenije, zu der noch das 12 km östlich am Ostufer des Nerpitschje-Sees gelegene Dorf Krutoberjogowo gehört.

## Geschichte
Der Ort wurde 1731 als Hafen Ust-Primorski gegründet, der jedoch lange im Schatten des gut 30 km flussaufwärts gelegenen Nischnekamtschatsk stand, das Ende des 18. Jahrhunderts sogar die Stadtrechte erhielt, nach einem allmählichen Niedergang jedoch 1968 ganz aufgegeben wurde. Ust-Primorski wurde 1890 in Ust-Kamtschatsk umbenannt (von russisch ustje für ‚Mündung‘, in Bezug auf den Kamtschatka-Fluss).
Anfangs befand sich die Siedlung am rechten Flussufer. In den 1920er-Jahren begann die industrielle Fischverarbeitung, und 1926 wurde mit der Errichtung eines neuen Ortsteils am linken Flussufer begonnen, aus dem sich der heutige Ort entwickelte. 1951 erhielt der Ort den Status einer Siedlung städtischen Typs, und der alte Teil des Ortes am rechten Flussufer wurde schließlich in den 1970er-Jahren aufgegeben. Im Rahmen einer Verwaltungsreform wurde Ust-Kamtschatsk, dessen Einwohnerzahl in den vorangegangenen drei Jahrzehnten um etwa 70 % gesunken war, 2008 zu einer (ländlichen) Siedlung herabgestuft.

### Bevölkerungsentwicklung
| Jahr | Einwohner |
| ---- | --------- |
| 1939 | 1.819     |
| 1959 | 9.941     |
| 1970 | 11.433    |
| 1979 | 16.326    |
| 1989 | 13.611    |
| 2002 | 5.231     |
| 2010 | 4.352     |

Anmerkung: Volkszählungsdaten

## Wirtschaft und Infrastruktur
Ust-Kamtschatsk ist eines der Fischfang- und -verarbeitungszentren an der Ostküste Kamtschatkas. Außerdem gibt es Betriebe der Holzwirtschaft.
Straßenverbindung besteht über die etwa 740 km lange Straße R474, die durch das Zentraltal von Kamtschatka ins Regionsverwaltungszentrum Petropawlowsk-Kamtschatski führt. Der Abschnitt von Ust-Kamtschatsk bis ins 100 km westlich gelegene Kljutschi macht einem größeren nördlichen Umweg über den Wostotschny-Kamm, vorbei am äußerst aktiven Vulkan Schiwelutsch, da die direkte Streckenführung durch das im Bereich des Durchbruchs durch den Wostotschny-Kamm sehr enge und weiter oberhalb stark sumpfige Tal der Kamtschatka nicht möglich war. Dieser Teil der Straße ist seit 2008 befahrbar, als letzter der von Milkowo in nördlicher Richtung seit 1973 mit Unterbrechungen vorangetriebenen Trasse.
Etwa 10 km östlich der Siedlung befindet sich bei Krutoberjogowo der kleine Flughafen Ust-Kamtschatsk (ICAO-Code UHPK), von dem Verbindung zum Regionszentrum besteht.